# Blacus melliceps
Blacus melliceps är en stekelart som beskrevs av Van Achterberg 1988. Blacus melliceps ingår i släktet Blacus och familjen bracksteklar. Inga underarter finns listade.